# Parque Bernardo Leighton
El Parque Bernardo Leighton es un recinto urbano localizado en la comuna chilena de Estación Central, en la ciudad de Santiago. Su odónimo se debe al político democristiano chileno, Bernardo Leighton, quien fue diputado y ministro de varios presidentes de Chile.
El parque se construyó sobre un antiguo vertedero de basura, y sobre un pequeño cerro artificial producto de la acumulación de materiales de las excavaciones de la construcción de la Línea 1 del Metro de Santiago. Su inauguración se realizó en 1996, con un terreno de 7,2 hectáreas que comprenden una cancha de fútbol, miradores, un anfiteatro y zonas de juegos infantiles. Está administrado por el Parque Metropolitano de Santiago.
En 2021 y luego de un año de trabajo de diversos pintores muralistas, fue inaugurado el «Circuito Patrimonial de Nogales en Estación Central», un recorrido que se inició con el mural pintado en el frontis del acceso principal al parque.

## Galería

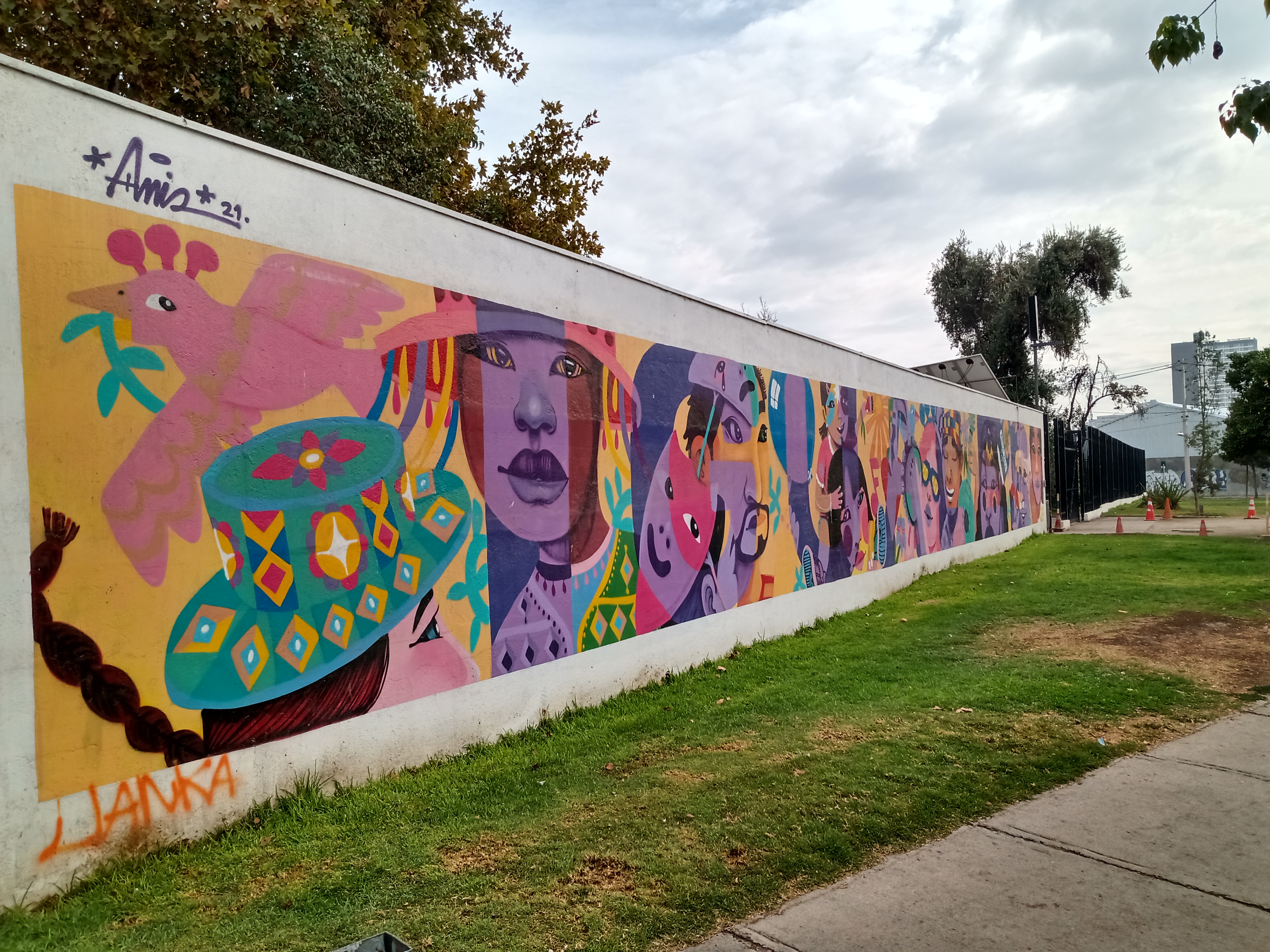
Mural en el frontis del acceso principal al parque